# And the Hippos Were Boiled in Their Tanks
And the Hippos Were Boiled in Their Tanks er et ikke-udgivet manuskript skrevet af Jack Kerouac og William S. Burroughs i 1945, adskillige år før de to grundlæggere af beatgenerationen blev berømte med henholdsvis On the Road og Junkie.
Bogen skulle have været en parodi på en detektivroman, men senere afviste Burroughs den (i filmen What Happened to Kerouac) som "ikke noget særligt". Kerouac og Burroughs kunne ikke få bogen udgivet og i dag findes der kun fragmenter af den, hvoraf nogle blev udgivet i Burroughs-samlingen Word Virus.
Ifølge bogen The Beat Generation in New York af Bill Morgan er romanen baseret på en virkelig begivenhed, hvor en mand ved navn David Kammerer blev besat af en anden mand ved navn Lucien Carr. Carr dræbte Kammerer med en kniv under et slagsmål og tilstod senere forbrydelsen til Burroughs og Kerouac, der ikke gik til politiet; begge forfattere blev arresteret for dette og Kerouac kom i fængsel, hvorimod Burroughs gik fri pga. et familiemedlem, der stillede kaution.
Uddrag fra And the Hippos Were Boiled in Their Tanks blev udgivet første gang I Word Virus: A William S. Burroughs Reader efter hans død.

Denne artikel er en oversættelse af artiklen And the Hippos Were Boiled in Their Tanks på den engelske Wikipedia. 